# Lam Son 719
Lam Son 719 (Ламшон 719; вьет. Chiến dịch Lam Sơn 719) — кодовое название вторжения южновьетнамской армии на территорию Лаоса в 1971 году в ходе Вьетнамской войны. Операция сопровождалась ожесточёнными боевыми действиями и первыми массовыми танковыми сражениями и завершилась провалом.

## Предпосылки
В ходе войны во Вьетнаме северовьетнамская армия создала на территории Лаоса и Камбоджи так называемую «тропу Хо Ши Мина» — систему коммуникаций, позволявшую перебрасывать в Южный Вьетнам крупные воинские подразделения и снабжать их. Начав программу «вьетнамизации» и вывод американских войск из Южного Вьетнама, Никсон полагал, что необходимо выиграть время для обоих мероприятий. Чтобы сорвать надвигающееся крупное наступление противника, в мае-июне 1970 года южновьетнамские и американские силы совершили вторжение в Камбоджу, уничтожив часть расположенных там базовых лагерей и складов северовьетнамцев. Операция была признана успешной. Под влиянием успеха в Камбодже было начато планирование более амбициозной операции против «тропы Хо Ши Мина», на этот раз в Лаосе.
План операции Lam Son 719 предусматривал вторжение в южную часть Лаоса вдоль французской колониальной дороги № 9 (пролегавшей на территории как Лаоса, так и Южного Вьетнама), захват населённого пункта А-Луой[уточнить] (Бандонг) и развитие наступления на Чепон. Предполагалось на короткое время перерезать «тропу Хо Ши Мина» и уничтожить находившиеся в этом районе базы противника. Целью операции было отсрочить ближайшее северовьетнамское наступление, что позволило бы дополнительно укрепить южновьетнамскую армию.
Принятая Конгрессом США поправка Купера—Чёрча запрещала присутствие на территории Лаоса и Камбоджи каких-либо наземных подразделений США или даже отдельных американских военнослужащих. Это значило, что операция Lam Son 719 должна была проводиться исключительно южновьетнамскими войсками, причём даже без традиционного контроля со стороны американских военных советников. США могли оказать южновьетнамцам лишь артиллерийскую и авиационную поддержку, а также предоставить вертолёты для переброски войск.

## Название
Название операции было дано по деревне Ламшон в Северном Вьетнаме — родине национального героя Вьетнама Ле Лоя. Число 719 включало в себя год операции — 1971, а также номер направления (дороги) — 9.

## Проведение
Предварительный этап операции, имеющий кодовое название «Dewey Canyon II», начался 30 января 1971 года. В ходе этого этапа американские подразделения установили контроль над южновьетнамским участком дороги № 9 и создали несколько артиллерийских баз для поддержки будущего вторжения (в частности, была восстановлена база Кхешань, брошенная три года назад).
Уже в этот период произошли утечки информации о вторжении в американскую прессу. Несмотря на потерю элемента неожиданности, основная часть Lam Son 719 началась утром 8 февраля 1971 года, когда передовые подразделения южновьетнамских сил (всего во вторжении участвовали до 20 тысяч южновьетнамских военнослужащих при поддержке полка танков M41) перешли границу. Удар наносился вдоль дороги № 9. Для прикрытия основных сил севернее и южнее дороги была создана серия артиллерийских баз. В первые дни наступающие не встречали сопротивления, и без каких-либо трудностей заняли А-Луой. После этого наступление остановилось.
Пока южновьетнамские войска стояли на месте и укрепляли свои оборонительные позиции, северовьетнамцы оценили ситуацию и перебросили на юг Лаоса подкрепления. С середины февраля северовьетнамские войска начали методично уничтожать базы противника севернее дороги № 9. За каждую артиллерийскую базу происходило ожесточённое сражение, завершавшееся разгромом оборонявших базу подразделений. В своих атаках северовьетнамцы использовали 88 танков: 22 ПТ-76 (202-й полк), 33 Т-54 (297-й полк), 33 Т-34-85 (198-й полк). 25 февраля огнём танка ПТ-76 с бортовым номером 563 был сбит американский истребитель F-4 «Фантом».
В результате этих действий правый фланг южновьетнамской группировки в Лаосе очень скоро оказался оголённым, что создавало предпосылки для её окружения. 23 марта в тылу на базу в Кхешани пробрались сапёры северовьетнамцев. В результате произошёл подрыв располагающегося здесь склада боеприпасов, было убито 3 американских солдата и 14 сапёров. Версии причины подрыва разнятся, многие источники заявляют что подрыв произвели северовьетнамские диверсанты, но прямой очевидец взрыва американский военный инженер Роберт П. Миллер заявил, что воспламенение произошло из за действий самой охраны базы. Один из осветительных снарядов, которые американцы запустили чтобы увидеть самих сапёров, недогорев упал на ящики с неуправляемыми ракетами для вертолётов, что привело к цепной реакции, которая продолжалась несколько часов.
Видя, что операция находится под угрозой срыва, южновьетнамское командование решилось на проведение символической акции по захвату Чепона. 6 марта два батальона рейнджеров были на американских вертолётах переброшены в Чепон, а затем были эвакуированы. «Взятием» Чепона цель операции Lam Son 719 была формально достигнута. Южновьетнамские войска начали выход из Лаоса, отражая постоянные атаки северовьетнамцев и неся тяжёлые потери. На границе под удар наступавших северян попали осуществлявшие прикрытие войска США. В столкновениях с ними северовьетнамцы уничтожили 17 американских танков, 76 бронетранспортёров и 67 грузовиков. Ответным огнём американская артиллерия уничтожила 1238 северян. К 25 марта вывод войск был завершён. Южновьетнамцам эта операция стоила в 54 потерянных танка M41 (60 процентов), 87 бронетранспортёров M113 (половина), 96 единиц артиллерии, 211 грузовиков и 37 бульдозеров.
Количество потерянных северовьетнамских танков точно неясно. Из 88 задействованных ДРВ танков, американский историк Ф. Дэвидсон заявлял что было уничтожено 106.

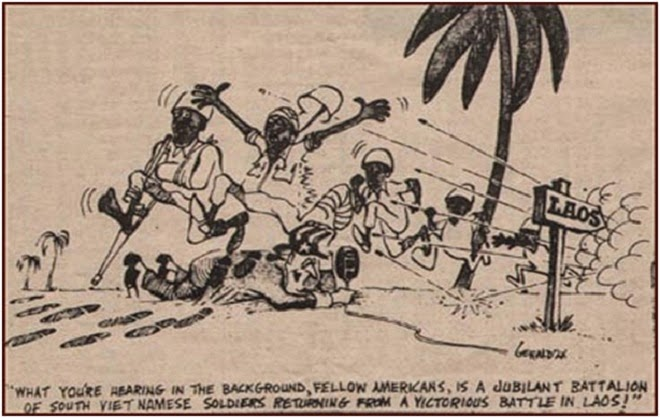
Американская карикатура изображающая отступление армии Южного Вьетнама

## Итоги
Об успехе рейда в Лаос заявляли американские официальные лица, включая президента Никсона. В действительности исход операции был более чем спорным. Немотивированное прекращение наступления после первых нескольких дней привело к тому, что в дальнейшем инициатива полностью перешла к северовьетнамской армии, у которой, к тому же, появилось время на переброску дополнительных частей в район операции. Наступавшие не имели даже численного превосходства над противником: в Лаосе находилось около 20 тысяч южновьетнамских военнослужащих, не считая американцев, чьи наземные войска не участвовали в операции (при этом потеряв значительное число наземной техники в Южном Вьетнаме). В итоге южновьетнамцы потеряли практически всю живую силу, что задействовали в неудачном вторжении. Северный Вьетнам всего в ходе обороны и последующей контратаки потерял 2163 подтверждённо убитых солдат и 6176 раненых, по утверждениям противника 19360 убитых. Провал Lam Son 719 показал, что армия Южного Вьетнама пока не способна действовать самостоятельно, без американской поддержки.
Центр армейской авиации США заявлял что также одной из причин провала стала недостаточная охрана мест радиосвязи. В ходе операции северовьетнамцы украли, уничтожили и захватили около 1500 радиостанций южан. Тогда американцы приказали южанам в случае появления трудностей использовать цветные дымовые шашки для подачи сигналов американской авиации. В результате при появлении вертолётов США практически все позиции южновьетнамцев были окутаны плотным цветным дымом.
Американцы, оказывающие авиационную поддержку в ходе южновьетнамской операции, потеряли свыше 8 самолётов и 107 вертолётов сбитыми и разбившимися. Также более 600 летательных аппаратов получили боевые повреждения, причём значительная часть (примерно 20%) повреждённых  уже не подлежала ремонту. Как указывал командующий 7-й воздушной армией США генерал Вильям В. Момьер США всего потеряли около 200 вертолётов.

## Последствия
6 апреля, преследуя отступающих южновьетнамцев, северяне перешли границу и разгромили южновьетнамскую базу в Кхешани, или же база была просто оставлена южновьетнамцами.